# Vyšné Remety
Vyšné Remety jsou obec na Slovensku. Nacházejí se v Košickém kraji, v okrese Sobrance. Obec má rozlohu 5,36 km² a leží v nadmořské výšce 208 m. V roce 2011 v obci žilo 413 obyvatel. První písemná zmínka o obci pochází z roku 1418.

## Polohopis
Obec v nejvýchodnější části Slovenska, leží ve Východoslovenské pahorkatině pod výběžky Vihorlatských vrchů.

### Vodní toky
- Remetský potok

### Vodní plochy
- Vodní nádrž Vyšná Rybnica (mimo katastr obce, východně od ní)